# Rouvres (Calvados)
Rouvres – miejscowość i gmina we Francji, w regionie Normandia, w departamencie Calvados.
Według danych na rok 1990 gminę zamieszkiwało 179 osób, a gęstość zaludnienia wynosiła 20 osób/km² (wśród 1815 gmin Dolnej Normandii Rouvres plasuje się na 707. miejscu pod względem liczby ludności, natomiast pod względem powierzchni na miejscu 574.).